# アレクサンダー・ヒューム＝キャンベル (第2代マーチモント伯爵)

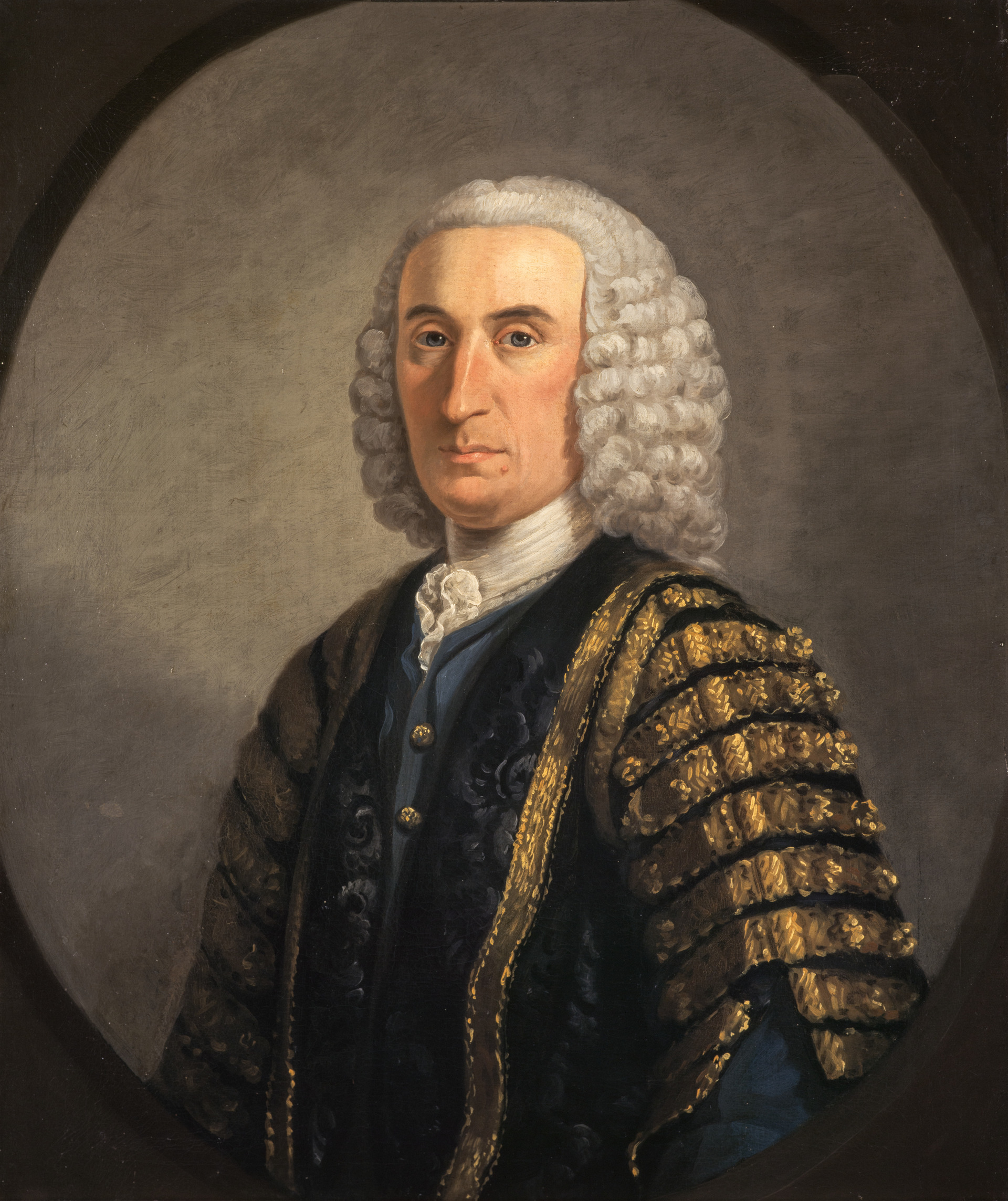
1710年以降の肖像画

第2代マーチモント伯爵アレクサンダー・ヒューム＝キャンベル（英語: Alexander Hume-Campbell, 2nd Earl of Marchmont PC KT、1675年 – 1740年2月27日）は、スコットランド貴族、政治家、外交官、裁判官。

## 生涯
初代マーチモント伯爵パトリック・ヒュームとグリゼル・カー（Grizel Ker、サー・トマス・カーの娘）の息子として、1675年に生まれた。青年期は父が海外追放されていたためオランダで過ごし、ユトレヒト大学で民法学を学んだ。
1696年に法廷弁護士会への入会を果たし、その後に騎士爵に叙された。1704年10月16日に民事上級裁判所の判事に任命され、11月7日にセスノック卿（Lord Cessnock）として就任した。1706年4月にベリックシャー選挙区でスコットランド議会議員に当選、議会でイングランド王国との合同を支持、1707年のグレートブリテン王国成立まで議員を務めた。
1712年にハノーファーに向かったが、そこでハノーファー選帝侯一家と接触し、「選帝侯がイギリス王位継承に無関心である」との噂を打ち破るのに一役買ったという。1714年、民事上級裁判所判事を辞任してその座を弟アンドリューに譲った。1715年にベリックシャー統監に任命され、同年にジャコバイト蜂起が勃発するとハノーヴァー朝を支持して民兵400人を招集した。同年にコペンハーゲン駐在大使に任命され（任期：1715年 – 1721年）、1716年には選挙名簿管理長官に任命された（任期：1716年 – 1733年）。
1722年1月にカンブレー会議へのイギリス代表の1人として派遣され、1725年3月10日にカンブレーでシッスル勲章を授与された。また1724年8月1日には父の死去に伴いマーチモント伯爵を継承した。さらに1726年に枢密顧問官に任命され、1727年にスコットランド貴族代表議員に選出された。
1733年にロバート・ウォルポールが物品税法案を提出するとそれに反対、法案が撤回されたことで成功を収めたが、選挙名簿管理長官の官職を罷免され、翌年には貴族代表議員への再選にも失敗、政府が貴族代表議員選挙に介入したと訴えようとしたがそれも失敗した。1740年2月27日にロンドンで死去、3月17日にエディンバラで埋葬された。

## 家族
1697年7月29日、マーガレット・キャンベル（Margaret Campbell、サー・ジョージ・キャンベルの娘）と結婚、同時に「キャンベル」を姓に加えた。2人は4男4女を儲けた。
- ジョージ（1704年1月17日 – 1724年10月18日） - 長男でモンペリエにて没、生涯未婚[2]
- ヒュー（1708年 – 1794年） - 三男でアレクサンダーと同日に生まれた（双生児）。第3代マーチモント伯爵
- アレクサンダー（英語版）（1708年 – 1760年） - 四男でヒューと同日に生まれた。庶民院議員